# レラティビティ・メディア
レラティビティ・メディア（Relativity Media）は、アメリカ合衆国カリフォルニア州ウェスト・ハリウッドに拠点を置く独立系の映画製作・投資会社である。

## 概要
2005年に初製作となる短編映画『Jerry vs. Death』、翌2006年には長編映画『RV』が公開される。2008年にソニー・ピクチャーズ エンタテインメント、ライオンズゲート、ウォルト・ディズニー・ピクチャーズ、パラマウント・ピクチャーズ、ユニバーサル映画と2015年までの映画の共同製作協定を結んだ。
2009年1月にはユニバーサルからフォーカス・フィーチャーズのジャンル映画製作部門ローグ・ピクチャーズを約1億5000万ドルで買収。2010年7月にはオーバーチュア・フィルムズの配給・宣伝部門を買収した。
また2011年1月、同社はパラマウント ホーム エンタテインメントで事業社長を務めたスティーヴ・バートラムを最高執行責任者兼最高財務責任者に迎えた。
2015年8月、連邦倒産法第11章を申請したことが報道される。

## 主な製作作品
- Jerry vs. Death（2006年）短編映画
- RV RV（2006年）
- ワイルドスピードX3 TOKYO DRIFT The Fast and the Furious: Tokyo Drift（2006年）
- モンスター・ハウス Monster House（2006年）
- タラデガ・ナイト オーバルの狼 Talladega Nights: The Ballad of Ricky Bobby（2006年）
- オール・ザ・キングスメン All the King's Men（2006年）
- 恋は突然に。 Catch and Release（2006年）
- ホリデイ The Holiday（2006年）
- スモーキン・エース/暗殺者がいっぱい Smokin' Aces（2006年）
- 幸せのちから The Pursuit of Happyness（2006年）
- ギャングスターズ 明日へのタッチダウン Gridiron Gang（2006年）
- Full of It（2007年）
- ゴーストライダー Ghost Rider（2007年）
- 再会の街で Reign Over Me（2007年）
- Mr.ブルックス 完璧なる殺人鬼 Mr. Brooks（2007年）
- エバン・オールマイティ Evan Almighty（2007年）
- チャックとラリー おかしな偽装結婚!? I Now Pronounce You Chuck & Larry（2007年）
- 3時10分、決断のとき 3:10 to Yuma（2007年）
- キングダム/見えざる敵 The Kingdom（2007年）
- つぐない Atonement（2007年）
- アメリカン・ギャングスター American Gangster（2007年）
- チャーリー・ウィルソンズ・ウォー Charlie Wilson's War（2007年）
- ウォーク・ハード ロックへの階段 Walk Hard: The Dewey Cox Story（2007年）
- バンテージ・ポイント Vantage Point（2008年）
- ブーリン家の姉妹 The Other Boleyn Girl（2008年）
- バンク・ジョブ The Bank Job（2008年）
- ラスベガスをぶっつぶせ 21（2008年）
- ドラゴン・キングダム The Forbidden Kingdom（2008年）
- ベイビーママ Baby Mama（2008年）
- 近距離恋愛 Made of Honor（2008年）
- チェンジリング Changeling（2008年）
- エージェント・ゾーハン You Don't Mess with the Zohan（2008年）
- ウォンテッド Wanted（2008年）
- ハンコック Hancock（2008年）
- ヘルボーイ/ゴールデン・アーミー Hellboy II: The Golden Army（2008年）
- マンマ・ミーア! Mamma Mia!（2008年）
- ハムナプトラ3 呪われた皇帝の秘宝 The Mummy: Tomb of the Dragon Emperor（2008年）
- 俺たちステップ・ブラザース -義兄弟- Step Brothers（2008年）
- スモーキング・ハイ Pineapple Express（2008年）
- デス・レース Death Race（2008年）
- キューティ・バニー The House Bunny（2008年）
- バーン・アフター・リーディング Burn After Reading（2008年）
- エクスプレス 負けざる男たち The Express（2008年）
- フロスト×ニクソン Frost/Nixon（2008年）
- ぼくたちの奉仕活動 Role Models（2008年）
- 7つの贈り物 Seven Pounds（2008年）
- ねずみの騎士デスペローの物語 The Tale of Despereaux（2008年）
- イエスマン “YES”は人生のパスワード Yes Man（2008年）
- モール★コップ Paul Blart: Mall Cop（2009年）
- ザ・バンク 堕ちた巨像 The International（2009年）
- アンボーン The Unborn（2009年）
- デュプリシティ 〜スパイは、スパイに嘘をつく〜 Duplicity（2009年）
- ワイルド・スピード MAX Fast & Furious（2009年）
- 消されたヘッドライン State of Play（2009年）
- Fighting（2009年）
- サブウェイ123 激突 The Taking of Pelham 1 2 3（2009年）
- マーシャル博士の恐竜ランド Land of the Lost（2009年）
- パブリック・エネミーズ Public Enemies（2009年）
- 男と女の不都合な真実 The Ugly Truth（2009年）
- 素敵な人生の終り方 Funny People（2009年）
- パーフェクト・ゲッタウェイ A Perfect Getaway（2009年）
- 9 〜9番目の奇妙な人形〜 9（2009年）
- シリアスマン A Serious Man（2009年）
- わすれた恋のはじめかた Love Happens（2009年）
- ゾンビランド Zombieland（2009年）
- クレイジー・ハート Crazy Heart（2009年）
- Couples Retreat（2009年）
- ダレン・シャン Cirque du Freak: The Vampire's Assistant（2009年）
- NINE Nine（2009年）
- マイ・ブラザー Brothers（2009年）
- 恋するベーカリー It's Complicated（2009年）
- 噂のモーガン夫妻 Did You Hear About the Morgans?（2009年）
- ダブル・ミッション The Spy Next Door（2010年）
- 親愛なるきみへ Dear John（2010年）
- ウルフマン The Wolfman（2010年）
- グリーン・ゾーン Green Zone（2010年）
- ほぼ冒険野郎 マクグルーバー MacGruber（2010年）
- バウンティー・ハンター The Bounty Hunter（2010年）
- レポゼッション・メン Repo Men（2010年）
- ナニー・マクフィーと空飛ぶ子ブタ Nanny McPhee Returns（2010年）
- ロビン・フッド Robin Hood（2010年）
- 伝説のロックスター再生計画! Get Him to the Greek（2010年）
- アダルトボーイズ青春白書 Grown Ups（2010年）
- ソルト Salt（2010年）
- スコット・ピルグリム VS. 邪悪な元カレ軍団 Scott Pilgrim vs. the World（2010年）
- きみがくれた未来 Charlie St. Cloud（2010年）
- ソーシャル・ネットワーク The Social Network（2010年）
- スカイライン -征服- Skyline（2010年)
- ザ・ファイター The Fighter（2010年）
- ミート・ザ・ペアレンツ3 Little Fockers（2010年)
- デビルクエスト Season of the Witch（2011年）
- 宇宙人ポール Paul（2011年）
- サンクタム Sanctum（2011年）
- 世界侵略: ロサンゼルス決戦 Battle: Los Angeles（2011年）
- イースターラビットのキャンディ工場 Hop（2011年）
- カウボーイ & エイリアン Cowboys & Aliens（2011年）
- もうひとりのシェイクスピア Anonymous（2011年）
- デンジャラス・ラン Safe House（2012年）
- ボディ・ハント House at the End of the Street（2012年）
- レ・ミゼラブル Les Misérables（2012年）
- マラヴィータ The Family / Malavita（2013年）
- ワールズ・エンド 酔っぱらいが世界を救う! The World's End（2013年）
- ラッシュ/プライドと友情 Rush（2013年）